# Diecezja Liège

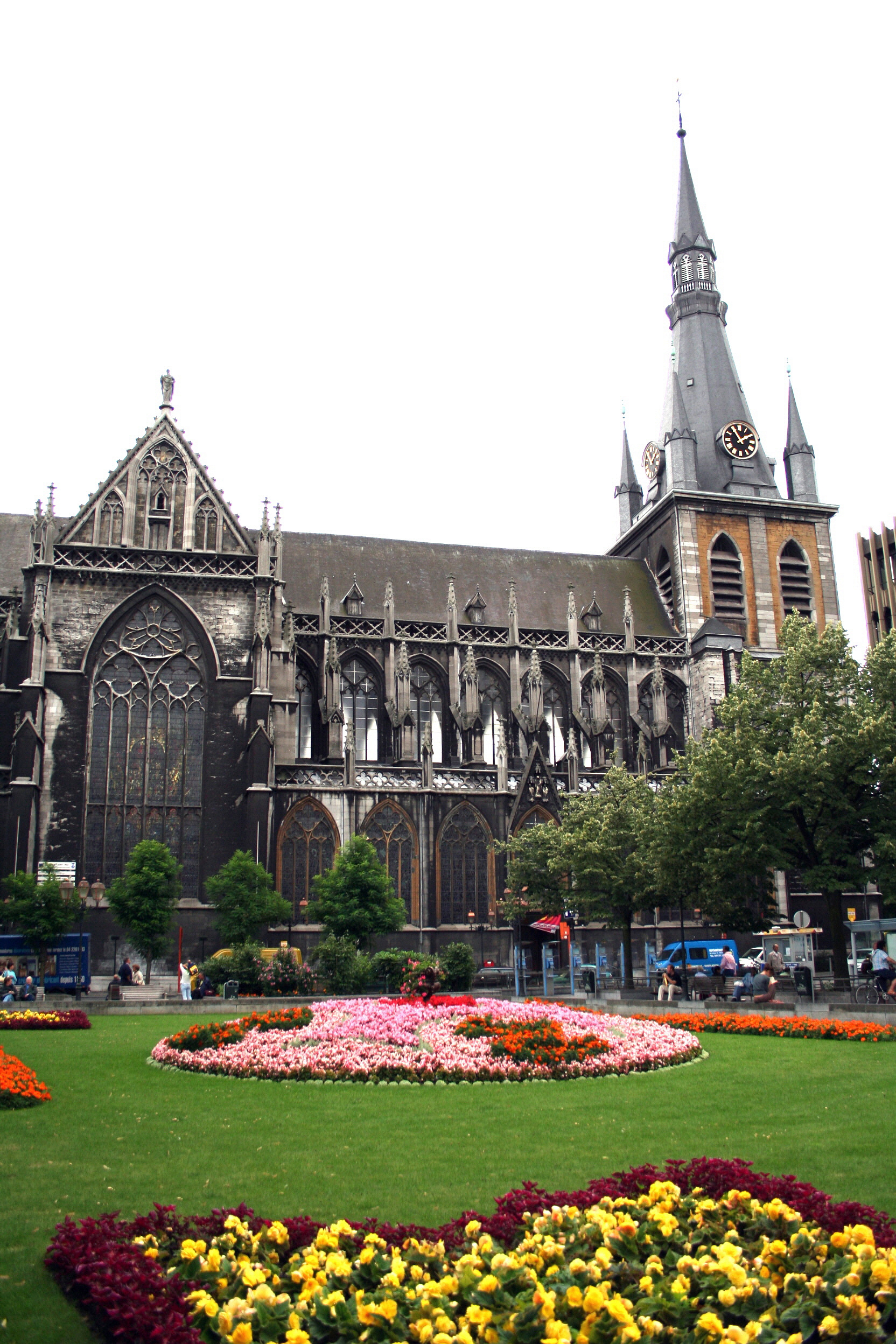
Katedra katolicka św. Pawła w Liège

Diecezja Liège (łac.: Dioecesis Leodiensis, fr.: Diocèse de Liège) – katolicka diecezja belgijska położona we wschodniej części kraju, obejmująca swoim zasięgiem prowincję Liège. Siedziba biskupa znajduje się w katedrze św. Pawła w Liège.

## Historia
Diecezja Liège została założona w IV w. w mieście Tongeren przez ofiarowane przez Maternusa. W VI w. stolica biskupstwa została przeniesiona do Maastricht, a w VIII w. do Liège. Biskup Notger (972-1008) położył podstawy pod przyszłe księstwo biskupie.
W XIV w. wraz z coraz dalej postępującym rozkładem Świętego Cesarstwa Rzymskiego biskupi Liège otrzymali władzę świecką nad terytorium swojej diecezji oraz tytuły książąt Rzeszy.
W 1559 r. z inicjatywy króla Hiszpanii i władcy Niderlandów Filipa II Habsburga doszło do reorganizacji struktury Kościoła katolickiego w południowych prowincjach, pozostałych pod panowaniem Habsburgów, w wyniku której diecezja Liège utraciła część terytorium na rzecz m.in. archidiecezji mecheleńskiej.
W 1794 r. terytorium biskupstwa znalazło się pod okupacją francuską. Nastąpiła sekularyzacja diecezji oraz jej likwidacja, co potwierdził traktat z Lunéville (1801). Wszystkie jej parafie zostały włączone w obręb archidiecezji mecheleńskiej.
29 kwietnia 1802 r. papież Pius VII dokonał reaktywacji diecezji Liège w zmienionych granicach. Decyzją kongresu wiedeńskiego (1814–1815) południowe prowincje zostały połączone z Holandią w Królestwo Niderlandów. Wymagało to dostosowania granic diecezji do granic państwowych, tym bardziej, że 15 lat później, po rewolucji z 1830 r. Belgia ogłosiła niepodległość.
W 1925 r. biskupstwo zostało poszerzone o obszar Eupen-Malmedy po likwidacji tamtejszej diecezji, a w 1967 r. ograniczone po utworzeniu diecezji hasselckiej.
Diecezja Liège leży na niemieckojęzycznych obszarach wschodniej Belgii, dlatego też liturgia odbywa się w języku niemieckim.

## Patroni
Głównym patronem diecezji jest św. Lambert z Maastricht (640-705/706), biskup Maastricht i męczennik.

## Główne świątynie
- Katedra Świętego Pawła w Liège
- Bazylika św. Piotra, św. Pawła i św. Quirina w Malmédy (była katedra diecezji Eupen-Malmedy)
- Bazylika św. Mikołaja w Eupen (była konkatedra)
- Bazylika Wniebowzięcia NMP w Aubel
- Bazylika św. Marcina w Liège
- Bazylika Wniebowzięcia NMP w Vaux-sous-Chèvremont